# Sites chrétiens cachés de la région de Nagasaki
Les sites chrétiens cachés de la région de Nagasaki (en japonais : 長崎の教会群とキリスト教関連遺産) sont un bien du patrimoine mondial regroupant douze sites construits entre les XVIIe et XIXe siècles dans le nord-ouest de l'île de Kyūshū : dix villages, le château de Hara et la basilique des Vingt-Six Saints Martyrs du Japon. 
L'ensemble a une importance historique sur l'histoire du catholicisme au Japon. 
Proposés en 2007 pour être inscrits au patrimoine mondial, ces douze sites chrétiens sont ajoutés à la liste de l'Unesco le 30 juin 2018.
Selon l'UNESCO, « l’ensemble reflète les plus anciennes activités des missionnaires et colons chrétiens au Japon : la phase de rencontre, la phase d’interdiction et de persécution de la foi chrétienne et la phase de revitalisation des communautés chrétiennes après la levée de l’interdiction en 1873. Ces sites apportent un témoignage unique sur la tradition culturelle particulière nourrie par les chrétiens cachés de la région de Nagasaki qui transmirent secrètement leur foi chrétienne pendant la période d’interdiction, du XVIIe au XIXe siècle. »

## Sites inscrits
Le classement sur la liste du patrimoine mondial retient 12 sites répartis dans les préfectures de Nagasaki et de Kumamoto.
| Site                                                                               | Ville           | Bien - superficie (ha) | Zone tampon - superficie (ha) | Notes | Coordonnées                            | Illus. |
| ---------------------------------------------------------------------------------- | --------------- | ---------------------- | ----------------------------- | ----- | -------------------------------------- | ------ |
| Vestiges du château de Hara                                                        | Minamishimabara | 45,69                  |                               |       | 32° 38′ 00″ nord, 130° 15′ 22″ est     |        |
| Village de Kasuga et lieux sacrés d'Hirado (village de Kasuga et mont Yasumandake) | Hirado          | 320,5                  | 1 937,27                      |       | 33° 20′ 22″ nord, 129° 26′ 38″ est     |        |
| Village de Kasuga et lieux sacrés d'Hirado (île de Nakaenoshima)                   | Hirado          | 2,96                   |                               |       | 33° 22′ 25″ nord, 129° 27′ 52″ est     |        |
| Village de Sakitsu à Amakusa                                                       | Amakusa         | 1,28                   | 152,14                        |       | 32° 18′ 44″ nord, 130° 01′ 33″ est     |        |
| Village de Shitsu à Sotome                                                         | Nagasaki        | 35,07                  | 479,25                        |       | 32° 50′ 42″ nord, 129° 42′ 02″ est     |        |
| Village Ono à Sotome                                                               | Nagasaki        | 58,09                  | 198,22                        |       | 32° 51′ 53″ nord, 129° 41′ 09″ est     |        |
| Villages sur l'île de Kuroshima (ja)                                               | Sasebo          | 458,99                 | 1 581,65                      |       | 33° 08′ 21″ nord, 129° 32′ 13″ est     |        |
| Restes des villages de l'île de Nozaki (ja)                                        | Ojika           | 704,75                 | 1 824,4                       |       | 33° 11′ 13″ nord, 129° 07′ 46″ est     |        |
| Villages sur l'île de Kashiragashima (ja)                                          | Shinkamigotō    | 111,48                 | 934,76                        |       | 33° 00′ 44″ nord, 129° 10′ 58″ est     |        |
| Villages sur l'île d'Hisaka (en)                                                   | Gotō            | 3 732,72               | 3 589,98                      |       | 32° 48′ 08″ nord, 128° 54′ 14″ est     |        |
| Village Egami sur l'île de Naru (en) (Église d'Egami et ses abords)                | Gotō            | 94,11                  |                               |       | 32° 51′ 18,8″ nord, 128° 54′ 14,9″ est |        |
| Cathédrale d'Ōura                                                                  | Nagasaki        | 0,91                   | 47,68                         |       | 32° 44′ 03″ nord, 129° 52′ 13″ est     |        |

### Carte des sites
| Château de Hara Kasuga Nakaenoshima Sakitsu Shitsu Ono Kuroshima Nozaki Kashiragashima Hisaka Egami Cathédrale d'Ōura |